# Río Bec
Río Bec è un sito archeologico pre-colombiano appartenente alla civiltà Maya, situato nella parte meridionale dello stato messicano di Campeche. Il nome Rio Bec si riferisce anche a uno stile architettonico che fu visto per la prima volta in questo sito. Lo stile è simile a quello Chenes visto nella regione a nord-ovest della regione.

## Il sito
Il sito venne menzionato per la prima volta dall'esploratore austriaco Teoberto Maler alla fine del XIX secolo, anche se lui in persona non lo visitò mai. Il francese Maurice de Perigny fu il primo europeo a visitare il sito e a farne racconti. Ora vi sono opere di scavo da parte di un gruppo di archeologi francesi. Vi sono scavi in particolare presso la costruzione A, con tre torri e diverse stanze.